# Carl Gustaf Tessin

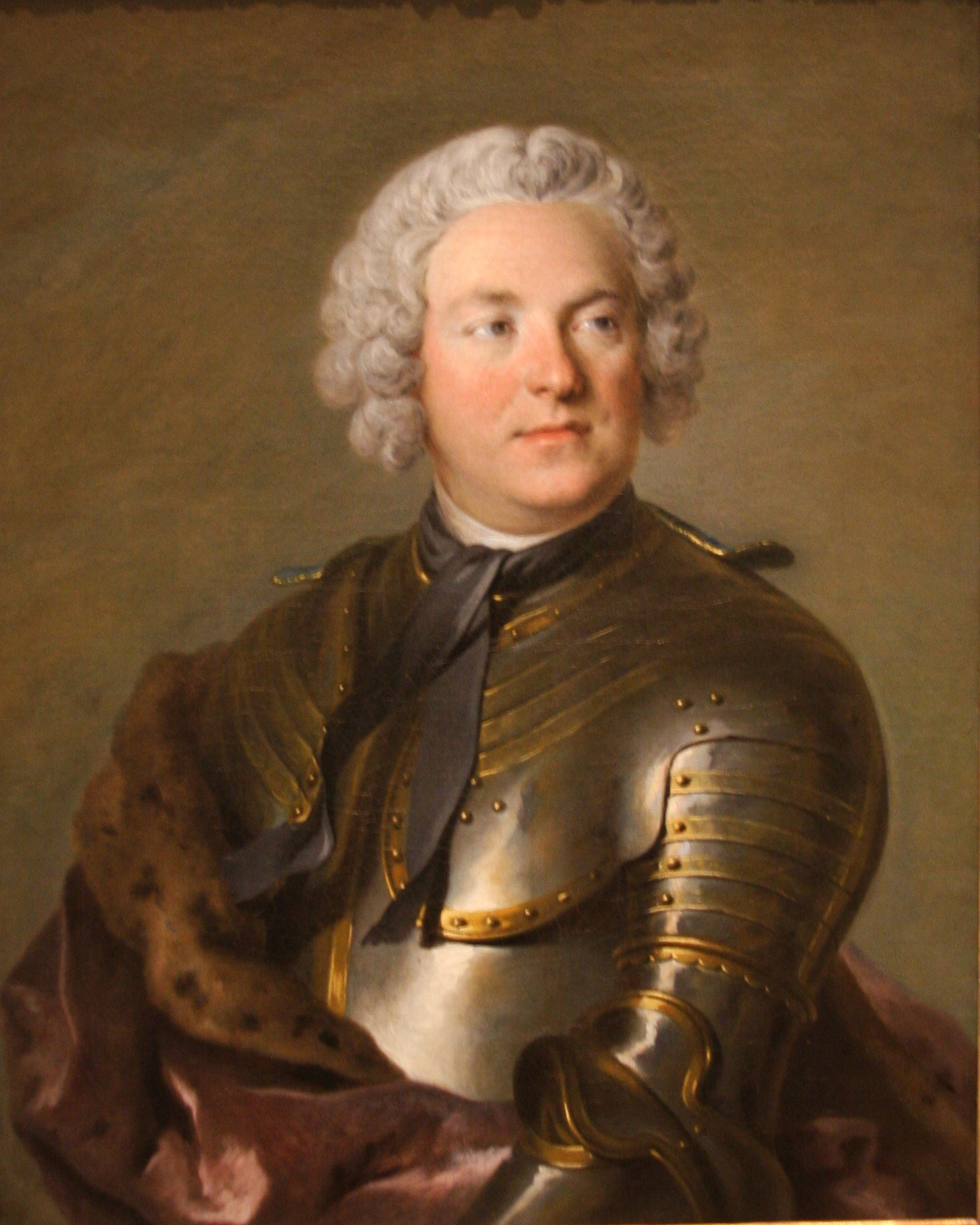
Retrat del Comte Tessin per Louis Tocqué, 1741.

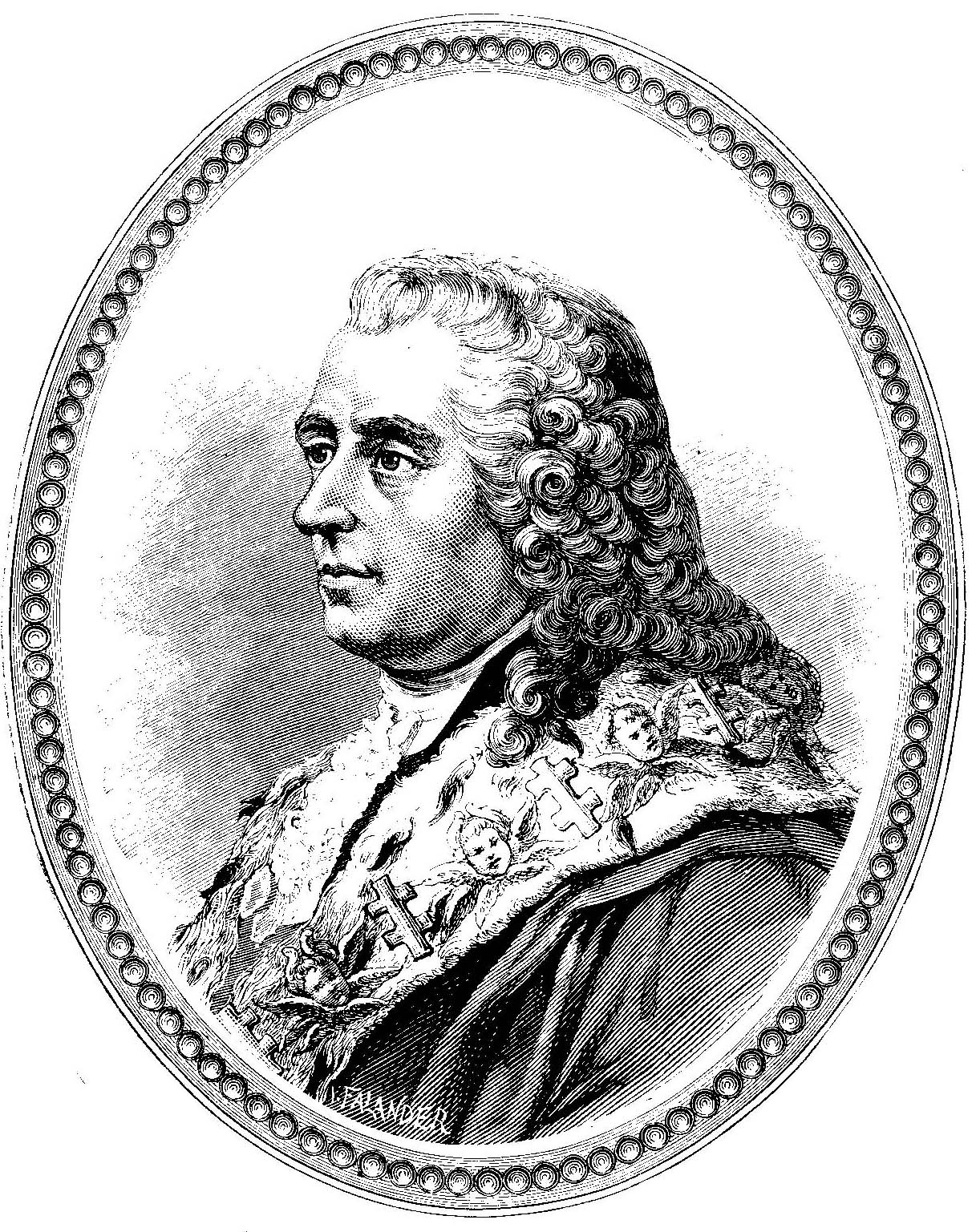
Carl Gustaf Tessin (1695-1770)

Carl Gustaf Tessin (5 de setembre de 1695 – 7 de gener de 1770) va ser un comte i polític de Suècia. Era fill de l'arquitecte Nicodemus Tessin el Jove i d'Hedvig Eleonora Stenbock.

## Biografia
Carl Gustaf Tessin nasqué a Estocolm. Tant el seu pare com la seva mare eren nobles. Es casà amb Ulrika Sparre el 1727.
Començà la seva carrera pública l'any 1723, on va ser membre de la facció Holstein, paridària de la candidatura del duc de Holstein, Karl Friedrich, al tron de Suècia. El 1725 Tessin va ser nomenat ambaixador a Viena. Després va ser ambaixador a París a Versailles de 1739 a 1742) Intentà millorar les relacions entre Suècia i Dinamarca.
Va ser escollit membre de la Reial Acadèmia Sueca de Ciències el 1741.
Va ser protector de les activitats científiques de Carl von Linné.

## Obres principals
- Tessin och Tessiniana (1a ed. Estocolm, 1819), extractes autobiogràfics de les Memòries de Tessin en 29 volums.

- K. G. Tessins Dagbok (Estocolm, 1824), extractes posteriors de les memòries.

- En gammal mans bref til en ung Prins (Estocolm, 1753;), adreçades a Gustau III.